# Obila aristata
Obila aristata là một loài bướm đêm trong họ Geometridae.